# Peter Jacoby

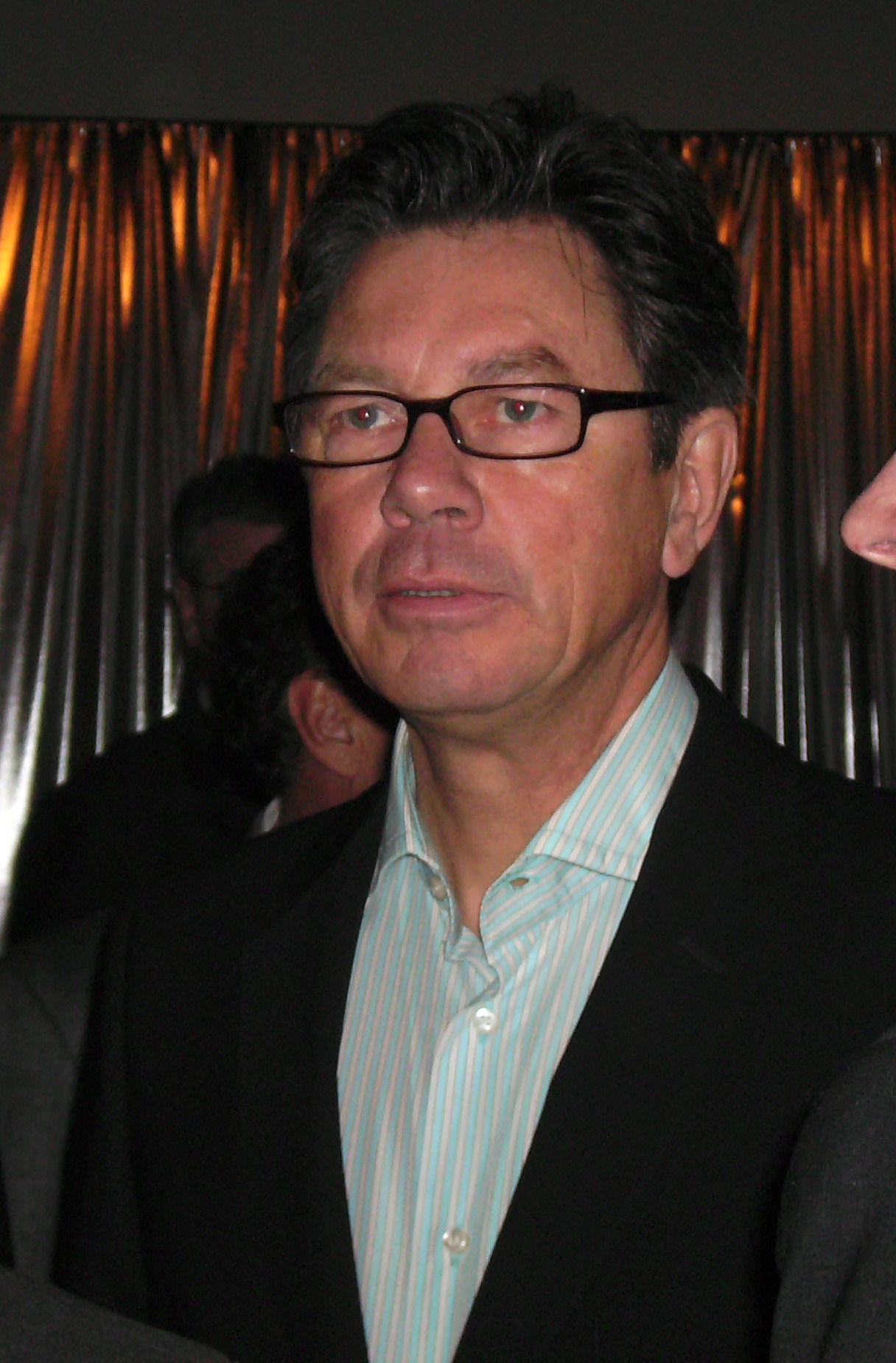
Peter Jacoby (2009)

Peter Jacoby (* 27. April 1951 in Saarbrücken) ist ein deutscher Politiker (CDU). Er war von 1999 bis 2012 Minister der Finanzen und von 1999 bis 2009 auch stellvertretender Ministerpräsident des Saarlandes.

## Leben und Beruf
Peter Jacoby wurde 1951 als Sohn von Hildegard Jacoby, geborene Weber, und des Rektors Hans Jacoby in Saarbrücken geborenen. Nach dem Abitur absolvierte er ein Rechts- und Sozialwissenschaftliches Studium und erreichte seinen Abschluss als Diplom-Soziologe im Jahr 1977; 1980 folgte nach einem Referendariat das Staatsexamen als Wirtschaftsassessor.
Peter Jacoby ist katholisch und seit Sommer 2015 verheiratet.

## Parteikarriere, Ämter und Mandate

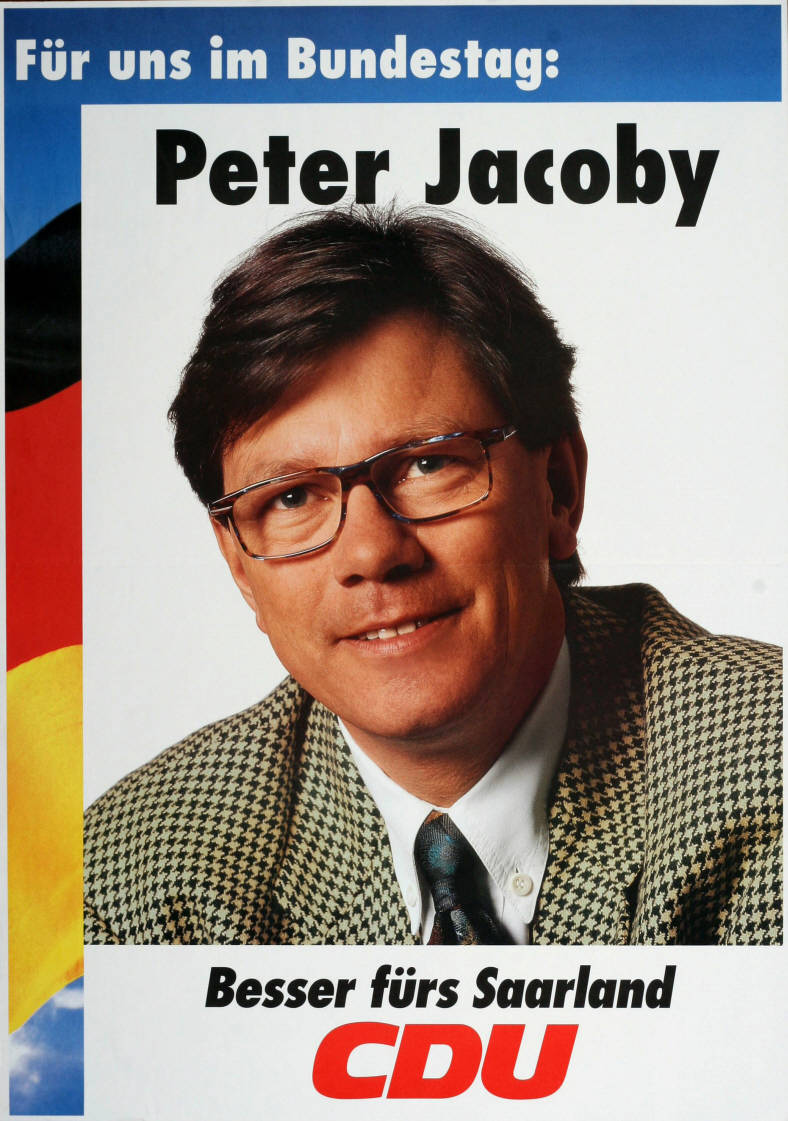
Kandidatenplakat zur Bundestagswahl 1994

Jacoby war ab 1979 Stadtverordneter, von 1979 bis 1985 Landesvorsitzender der Jungen Union Saar und von 1986 bis 1990 Landesvorsitzender der CDU Saar. Seit 1991 ist er stellvertretender Landesvorsitzender der CDU Saar. Von 1980 bis 1994 und von 2004 bis 2012 war er Mitglied des saarländischen Landtags. Von 1990 bis 1994 war er Vorsitzender der dortigen CDU-Fraktion. Von 1994 bis 1999 war Jacoby Mitglied des Deutschen Bundestages. Er wurde sowohl 1994 wie auch 1998 über die saarländische Landesliste in den Bundestag gewählt, nachdem er bei beiden Wahlen als Direktkandidat im Wahlkreises 244 (Saarbrücken) Oskar Lafontaine unterlegen war.
Von 1999 bis 2012 war er saarländischer Minister der Finanzen und war von 1999 bis 2009 stellvertretender Ministerpräsident, bis 2004 war er zusätzlich Minister für Bundesangelegenheiten. 2004 kehrte Jacoby wieder als Abgeordneter in den saarländischen Landtag zurück. Nach dem Scheitern der Jamaika-Koalition wurden die Minister von FDP und Grünen am 18. Januar 2012 aus ihren Ämtern entlassen. Jacoby übernahm die Geschäftsführung des zuvor von Christoph Hartmann geführten Ministeriums für Wirtschaft und Wissenschaft und das Amt des Stellvertretenden Ministerpräsidenten. Mit der Bildung der Großen Koalition aus CDU und SPD am 9. Mai 2012 schied er aus der Landesregierung aus. Von August 2012 bis Juni 2022 war er einer der beiden Geschäftsführer von Saartoto.
Mit Übernahme dieses Amtes legte er im August 2012 sein Landtagsmandat nieder.
Jacoby kehrte 2023 in die aktive Politik zurück und bewirbt sich für ein Stadtratsmandat in Saarbrücken bei der Kommunalwahl 2024.
Jacoby war von 1970 bis 2014 Mitglied der katholischen Studentenverbindung K.D.St.V. Saarland (Saarbrücken) Jena im CV.

## Ehrungen
Jacoby wurde am 24. Januar 1995 mit dem Saarländischen Verdienstorden ausgezeichnet.